# Camanducaia (ort)
Camanducaia är en ort i Brasilien.   Den ligger i kommunen Camanducaia och delstaten Minas Gerais, i den sydöstra delen av landet, 800 km söder om huvudstaden Brasília. Camanducaia ligger 1 012 meter över havet och antalet invånare är 17 822.
Terrängen runt Camanducaia är kuperad. Närmaste större samhälle är Cambuí, 18,2 km nordost om Camanducaia.
I omgivningarna runt Camanducaia växer i huvudsak städsegrön lövskog. Runt Camanducaia är det ganska glesbefolkat, med 43 invånare per kvadratkilometer.